# Lamm’s Jüdische Feldbücherei
Lamm’s Jüdische Feldbücherei bzw. Lamms Jüdische Feldbücherei ist eine deutschsprachige Buchreihe, die in den Jahren 1915 und 1916 während des Ersten Weltkriegs in Berlin im Verlag von Louis Lamm erschien und deren besonderes Ziel es war, „deutschsprachige jüdische Frontsoldaten anzusprechen“ (Eva Edelmann-Ohler). Louis Lamm (1871–1943) war ein jüdischer Antiquar und Verleger in Berlin und später in Amsterdam. Als Nummer sechs der Schriftenreihe erschien eine Feldbibel für den Völkerkrieg 1914-15 in insgesamt siebenundachtzig Seiten. Insgesamt erschienen in der Reihe neun Bände.

## Übersicht
- 1 Der Krieg und wir Juden : gesammelte Aufsätze von einem deutschen Juden. 1915 (Digitalisat)
- 2 / 3 Die Psalmen in deutscher Übertragung von  Michael Sachs. 1915
- 4 Makkabäa. Jüdisch-literarische Sammlung für unsere Krieger ausgewählt von Louis Lamm. 1915 (Digitalisat)
- 5 Hagadah : mit durchgesehenem Texte und in neuer Uebersetzung. Bernhard Koenigsberger. 1916 (Digitalisat)
- 6 Feldbibel für den Völkerkrieg 1914-15. 1915.
- 7 Schlichte Kriegserlebnisse. Felix A. Theilhaber. 1916 (Digitalisat)
- 8 Ein kurzer Gang durch die jüdische Geschichte. Marcus Brann. 1916
- 9 Israels Kampfruf. Abraham Michalski 1916